# Università Claude-Bernard di Lione
L'Università Claude-Bernard di Lione (UCBL) è un'università francese specializzata nei settori delle scienze e tecnologie, della salute e delle scienze dello sport. È stata ufficialmente creata nel 1971 dal raggruppamento della facoltà di scienze di Lione, fondata nel 1808 e della facoltà di medicina, fondata nel 1874. Prende il suo nome dal fisiologo Claude Bernard.

## Storia

### Origini
Il decreto dell'11 marzo 1808 crea sia le accademie tra cui quella di Lione, sia le facolta lionesi delle scienze e delle lettere; la facoltà mista di medicina e farmacia è stata creata, invece, dalla legge dell'8 novembre 1874. La facoltà delle scienze s'installa negli attuali locali dell'Università Lumière Lyon 2 nel 1883. Solo nel 1963 s'installerà nell'attuale sito de La Doua mentre la facoltà di medicina s'installa nel campus di Rockefeller nel 1930.

### Creazione dell'Università Lyon 1
L'Università Lyon 1 è stata creata dal decreto dell'8 dicembre 1970.
Gli edifici principali dell'università si trovano sul campus La Doua, a Villeurbanne e dall'8e arrondissement de Lyon. Il sito de La Doua ospita la parte amministrativa e la maggior parte delle componenti scientifiche, come la Facoltà delle Scienze e Tecnologie, l'Istituto Universitario Tecnologico (IUT) e il Polytech Lyon. Tra le altre importanti collocazioni, si può citare il campus di Gerland. Il settore sanità è composto anche dalle facoltà di medicina e farmacia situate a Rockefeller, la facoltà di odontoiatria a Laennec e la facoltà di medicina e maieutica Lyon Sud situata nel polo ospitaliero omonimo.

## Organizzazione
L'università è diretta da un Presidente, eletto ogni quattro anni, assistito da un'équipe presidenziale. Quest'ultima da 35 membri tra cui:
- il vicepresidente del Consiglio di Amministrazione;
- il vicepresidente del Consiglio degli Studi e della Vita universitaria;
- il vicepresidente del Consiglio Scientifico;
- dei vicepresidenti delegati per ogni dominio particolare;
- il segretariato generale, chiamato anche Direttorio generale dei servizi, responsabile della gestione e dall'amministrazione.

I tre consigli sono eletti tra tutti i membri dell'università e sono composti da studenti, insegnanti, ricercatori e personalità esteriori scelte dai membri eletti.
Il consiglio d'amministrazione comprende 30 membri. Definisce la politica generale dell'università, vota il budget e prende le decisioni importanti sulla gestione.
Il Consiglio degli Studi e della vita studente è composto da 40 membri. Propone le orientazioni pedagociche e verifica la qualità della vita universitaria.
Il Consiglio scientifico comprende 40 membri e definisce la politica della ricerca e dalla valorizzazione.

## Componenti
L'università conta cinque facoltà, tre istituti, cinque scuole e un dipartimento indipendente.

### Unità di formazione e di ricerca
- La facoltà di medicina Lyon-Est, diretta dal decano (preside) Jérôme Étienne, è incaricata della formazione medica, farmaceutica, odontoiatrica, ostetrica, kineterapeutica ed ergoterapeutica;
- La facoltà di medicina e di ostetricia Lyon-Sud - Charles Mérieux, diretta dal decano (preside) François-Noël Gilly, assicura la stessa formazione di Lyon-Est;
- La facoltà di odontoiatria, diretta dal decano Denis Bourgeois, è strutturata in tre dipartimenti;
- La facoltà di scienze e tecnologie, diretta da Fabien De Marchi, è strutturata in sette dipartimenti: biologia, chimica-biochimica, genio elettrico e dei processi (GEP), informatica, fisica, matematica e meccanica;
- L'UFR delle scienze e delle tecniche delle attività fisiche e sportive (UFR STAPS), diretta da Claude Collignon, è incaritata della formazione in sport.

### Istituti
- Istituto delle Scienze Farmaceutiche e Biologiche (Institut des Sciences Pharmaceutiques et Biologiques) (ISPB);
- Istituto delle Scienze e delle Tecniche della Riabilitazione (Institut des Sciences et Techniques de Réadaptation)(ISTR), assicura le formazioni paramediche che permettono l'ottenimento dei diplomi successivi:
  - Certificat de capacité d'Orthophonie (4 anni di studio);
  - Diplôme d'Etat de Psychomotricien (3 anni di studio);
  - Diplôme d'Etat d'Audioprothésiste (3 anni di studio);
  - Certificat de capacité d'Orthoptiste (3 anni di studio);
  - Diplôme d'Etat d'Ergothérapeute (3 anni di studio);
  - Diplôme d'Etat de Masseur-Kinésithérapeute (3 anni di studio);
- Istituto universitario di Tecnologia Lyon 1 (Institut Universitaire de Technologie Lyon 1) (IUT).

### Scuole
- Polytech Lyon;
- Istituto delle Scienze Finanziarie e dell'Assicurazione (Institut de Science Financière et d'Assurances) (ISFA);
- Scuola superiore dell'insegnamento e dell'educazione (École supérieure du professorat et de l'éducation);
- Osservatorio di Lione (Observatoire de Lyon);
- Scuola superiore di Chimica Fisica Elettronica (École Supérieure de Chimie Physique Electronique) (ESCPE).

### Dipartimenti
- Dipartimento della formazione e centro di ricerca in Biologia umana(Département de formation et centre de recherche en Biologie Humaine) (BH).

## Patrimonio scientifico
L'università è dota di innumerovoli musei che riuniscono importanti collezioni scientifiche:
- Gli erbari dell'università Claude-Bernard che raccolgono più di quattro milioni di piante secche; si tratta della seconda collezione universitaria mondiale dopo quella dell'università di Harvard;
- Il centro comune di collezioni di geologia, prima collezione universitaria francese, ospita più di dieci milioni di fossili;
- Il museo dentario di Lione, creato nel 1979, ospita una collezione di oggetti legati all'odontoiatria dal XVIII secolo;
- Il museo della storia della medicina e della farmacia di Lione, creato nel 1914 da Alexandre Lacassagne, espone i progressi della medicina;
- Una collezione di minerali, costituita da 600 specie mineralogiche;
- Il laboratorio di ecologia degli idrosistemi fluviali ospita una collezione di zoologia datata dalla fine del XIX secolo, con più di una decina di migliaia di esemplari di vertebrati e invertebrati;
- La biblioteca universitaria della facoltà di Scienze comprende più di 12 400 opere datate tra il 1516 al 1960, tra le quali un esemplare raro di De historia stirpivm commentarii insignes di Leonhart Fuchs datato 1542 e un esemplare di Astronomia instaurata di Nicolò Copernico stampato nel 1617. Le opere antiche della biblioteca della facoltà di medicina sono più di 30 000 pubblicate prima del 1900; la più antica è datata 1531;
- Il museo Testut-Latarjet, creato nel 1854 a Hôtel-Dieu e poi trasferito sul campus Rockefeller nel 1930, ospita delle collezioni di anatomia e di storia naturale medica;
- La drogheria della facoltà di medicina di Lione ospita una collezione di quasi mille esemplari di farmacognosia, i più antichi datati XVIII secolo e provenienti da tutto il mondo.